# Chrysler Town & Country (1941-1988)
Pour les articles homonymes, voir Chrysler Town & Country et Chrysler Town & Country (1988-2016).
La Chrysler Town & Country est une automobile produite par Chrysler de 1941 à 1988.

## 1941-1942
1941
Au cours de l'année modèle 1941, le break 4 portes et 8 places Chrysler Town & Country de 1941 a fait ses débuts en tant que premier "Woodie" avec un toit tout en acier. Il utilisé le toit de la limousine Chrysler Imperial 4 portes et 8 places, ce qui a conduit à une configuration de chargement arrière avec des doubles portes en bois (également appelées portes "Barrel Back") qui s'ouvraient depuis le centre sous le rétro-éclairage fixe (lunette arrière).
1942
Le Town & Country de l'année modèle 1942 a connu une production abrégée en raison de l'entrée des États-Unis dans la Seconde Guerre mondiale. Moins d'un millier d'unités avaient été produites depuis l'introduction du véhicule un an plus tôt.

## 1946-1950
1946
Après la Seconde Guerre mondiale, la plaque signalétique Town & Country est revenue, mais sans le break 4 portes à 8 places. Seule la berline Town & Country 4 portes de 1946 et la décapotable Town & Country 2 portes de 1946 été proposées; cependant, la brochure de vente de la Town & Country de 1946 décrivait et illustrait également un roadster, une berline 2 portes appelée Brougham et un toit rigide à 2 portes appelé Custom Club Coupe. Aucun de ces trois styles de carrosserie supplémentaires n'a progressé au-delà de l'étape du prototype.
Trois années modèles plus tard (1949), General Motors revendiquerait la distinction de la production de masse totale de la première offre de toit rigide à 2 portes sans pilier; cependant, Chrysler a construit sept voitures Town & Country de pré-production de ce style de carrosserie au cours de l'année-modèle 1946, dont une seule survit aujourd'hui. La dernière véritable offre de Chrysler Town & Country "Woodie" à toit rigide deux portes entrerait en pleine production quatre années modèle plus tard (1950).
1947
Au cours de l'année modèle 1947, la berline Town & Country 4 portes de 1947 et la décapotable 2 portes de 1947 ont chacune été reportées avec quelques améliorations par rapport à l'année modèle précédente (1946).
1948
Au cours de l'année modèle 1948, alors que la berline 4 portes Town & Country de 1948 en était à sa dernière année modèle de production depuis seulement trois années de production (depuis l'année modèle 1946), la Town & Country convertible 2 porte de 1948 est reportée avec très peu d'améliorations par rapport à l'année modèle précédente (1947).
1949
Le cabriolet Town & Country 2 portes de 1949, qui a continué avec si peu d'améliorations par rapport à l'année modèle précédente (1948)[réf. nécessaire], était dans sa dernière année modèle de production, qui était la seule offre Chrysler Town & Country au cours de l'année modèle 1949, après une production de quatre années modèle (depuis l'année modèle 1946), au cours de l'année modèle suivante (1950), Chrysler produirait la dernière véritable offre "Woodie" en tant que Town & Country toit rigide 2 portes. Les voitures de 1949 étaient les premières conceptions d'après-guerre de Chrysler, avec un empattement plus long 3 340 mm), basé sur le modèle New Yorker.
1950
La Town & Country toit rigide 2 portes de 1950 été la dernière véritable offre "Woodie", produite pendant une année modèle, d'autant plus que la production de toutes les véritables offres "Woodie" de la Chrysler Town & Country d'origine a cessé à la fin de l'année modèle 1950.
La Crosley Hot Shot de 1950 est souvent récompensée pour ses premiers freins à disque de production, mais la Chrysler Imperial Crown les avait en fait comme équipement standard au début de l'année modèle 1949. Il a été construit par Auto Specialties Manufacturing Company (Ausco) de St. Joseph, Michigan, sous les brevets de l'inventeur H.L.Lambert, et a été testé pour la première fois sur une Plymouth de 1939. Contrairement au disque d'étrier, Ausco-Lambert utilisait des disques à double expansion qui frottaient contre la surface intérieure d'un tambour de frein en fonte, qui servait également de logement de frein.
Mais en raison des dépenses, ces freins n'étaient de série que sur la Chrysler Imperial Crown jusqu'en 1954 et sur la Town and Country Newport en 1950. Cependant, ils étaient facultatifs sur d'autres Chrysler, au prix d'environ 400 $, à un moment où une Crosley Hot Shot entière se vendait 935 $.

## 1951-1959
Après l'arrêt des "Woodie", le nom de Town & Country a immédiatement été transféré vers un break de grande taille à carrosserie en acier, coïncidant avec le lancement du premier moteur V8 de l'entreprise (alors appelé FireDome, mais plus tard baptisé HEMI). Ce break a présenté plusieurs premières, notamment des vitres arrière rabattables pour les hayons en 1951 et des sièges de troisième rangée orientés vers l'arrière en 1957.
Les breaks Town & Country de 1951 étaient offerts dans les séries Windsor, Saratoga et New Yorker. La version New Yorker a disparu pour 1952, mais est réapparue pour 1953 lorsque la série Saratoga a été abandonnée. La version Windsor a duré jusqu'en 1960, puis a été déplacée vers la nouvelle série Newport pour 1961; l'édition New Yorker s'est poursuivie jusqu'en 1965. Puis pour 1969, le Town & Country est devenu une série à part entière.

## 1960-1964
Pour les années modèles 1960 à 1962, le New Yorker Town & Country est resté sur l'empattement de 3 200 mm, tandis que les modèles Windsor puis Newport Town & Country ont emprunté un empattement de 3 099 mm. Il s'agissait à l'époque des voitures familiales les plus spacieuses et basées sur une carrosserie de voiture de tourisme. Un style de toit rigide à six piliers était disponible sur ces voitures. Ce sont les premiers grands breaks et parmi les plus grandes automobiles jamais construites avec une construction monocoque.
Pour 1963, tous les modèles Chrysler, y compris la New Yorker, sont standardisés sur l'empattement de 3 099 mm de la Newport plus courte. Les breaks New Yorker et Newport de niveau de finition Town & Country ont tous deux continué comme des hardtops à quatre portes jusqu'en 1964, faisant de ces Chrysler les derniers breaks américains offerts dans cette configuration de courte durée. Les groupes motopropulseurs et l'équipement standard sont restés familiers. Un V8 4 corps de 345 ch (254 kW) avec bouton-poussoir TorqueFlite AT, ainsi que la direction assistée et les freins assistés sont restés de série sur le New Yorker T&C. Le Newport T&C partage le moteur standard V8 2 corps de 269 ch (198 kW) avec transmission synchromesh à 3 vitesses et levier de vitesses au plancher. Les deux ont continué à proposer des variantes pour 6 et 9 passagers, ainsi qu'une longue liste d'équipements en option. Le New Yorker est resté unique parmi les grands breaks américains, offrant l'option de sièges baquets avant avec coussin central et accoudoir rabattable.

## 1965-1968
Toutes les voitures full-size de Chrysler, à l'exception de l'Imperial, ont subi des rénovations majeures pour l'année modèle 1965. Elles étaient l'œuvre du chef du design, Elwood Engel, qui avait été embauché chez Ford Motor Company quelques années plus tôt. La carrosserie et le châssis unifiés, avec des barres de torsion avant longitudinales et des ressorts à lames arrière, sont reportés de la génération précédente.
Les voitures équipées d'une transmission automatique ont abandonné la commande de changement de vitesse à bouton-poussoir au tableau de bord et se sont converties au nouveau levier de changement séquentiel PRNDL standard, monté sur colonne ou au sol. Les modèles Dodge et Chrysler partageaient les structures de l'habitacle, les dimensions intérieures étaient donc essentiellement identiques. Les breaks Town & Country partageaient l'empattement et la conception de 3 073 mm avec les breaks Plymouth et Dodge, tandis que d'autres styles de carrosserie Chrysler roulaient sur un empattement plus long de 76 mm. Cependant, les breaks avaient la même longueur globale que les berlines, à un peu moins de 5 588 mm. Tous les modèles et styles de carrosserie de la marque Chrysler comportaient des jupes d'ouverture pour les roues arrière, y compris le Town & Country.
Des piliers minces et une grande vitre, partagés avec les berlines 4 portes, pour un espace généreux et une meilleure visibilité vers l'extérieur. Les rails de toit sur la longue galerie de toit avaient des barres transversales réglables. Tous les modèles Newport, y compris les breaks, avaient un moteur standard plus grand pour 1965: le moteur LB à course de 86 mm était percé à 108 mm, ce qui donnait 6 276 cm3. Avec un carburateur 2 corps et un échappement simple, le moteur ordinaire 383 produisait 274 ch (201 kW). Un moteur 383 avec 4 corps pour de l'essence de qualité supérieure et deux échappements produisant 309 ch (227 kW) était une option disponible. Les breaks New Yorker continué de présenter le moteur V8 4 corps avec transmission automatique Torqueflite, plus direction assistée et freins assistés de série. Les deux niveaux de finition étaient disponibles en versions 6 ou 9 places. Cependant, c'était la dernière année que les niveaux de finition breaks seraient disponibles pour les New Yorker ou Newport.
Pour 1966, Town & Country deviendrait une désignation de modèle pour le seul et unique break de la gamme Chrysler. L'habillage extérieur était similaire à la série Newport, avec des feux arrière uniques. L'intérieur partage des caractéristiques avec les séries Newport et New Yorker, la banquette en vinyle avec l'accoudoir central du siège avant de série et le similibois simulé sur le tableau de bord, ce qui se traduit par un niveau de finition intermédiaire, entre les deux séries de berlines. Les sièges baquets individuels avec accoudoir central et fauteuil inclinable, de la liste d'options de la New Yorker, sont restés disponibles pour une année modèle supplémentaire. Le moteur V8 2 corps 383 à carburant ordinaire de Chrysler est devenu le moteur standard, avec le V8 4 corps 383 à double échappement pour carburant haut de gamme disponible en option, comme sur la Newport. Contrairement à la Newport, la direction assistée, les freins assistés et la transmission automatique Torqueflight étaient de série. Nouveau dans toutes les Chrysler pour 1966, le moteur RB à course de 395 mm a été percé à 110 mm, ce qui donne 7 210 cm3. Avec un taux de compression de 10,0:1, un carburant haut de gamme, un carburateur 4 corps et deux échappements, le V8 produisait 355 ch (261 kW) et était la meilleure option d'alimentation pour le Town & Country. Les freins à disque avant étaient également disponibles pour la première fois sur toutes les grandes Chrysler, ce qui nécessitait des roues de 15 pouces avec des enjoliveurs uniques. Avec les freins à disques avant en option, les breaks T&C portaient des pneus de taille de charge supplémentaire de 8,45 x 15. Avec des freins à tambour standard, la taille des pneus était de 9,00 x 14.
En 1967, la tôlerie extérieure de toutes les grandes Chrysler était nouvelle, avec une anse latérale concave comme élément de conception clé. Les intérieurs ont été mis à jour avec un nouveau tableau de bord, de forme parfaitement symétrique et doté d'un compteur de vitesse à de style éventail inversé. Les dimensions du châssis et le pavillon pour les berlines et les breaks 4 portes sont inchangées. Un modèle unique de Town & Country en version deux ou trois places était proposé. La garniture extérieure correspondait à la série Newport. La garniture intérieure a de nouveau divisé la différence entre la Newport et la New Yorker, et comportait une banquette tout en vinyle standard avec accoudoir central rabattable, et l'applique en similibois simulée de la New Yorker sur le tableau de bord. Une nouvelle option de sièges était la banquette divisée 50/50 3 en 1 de Chrysler, partagée avec la berline Newport Custom. Les groupes motopropulseurs standard et optionnel sont restés les mêmes. La documentation commerciale de 1967 montrait des freins à disque avant comme équipement standard sur le Town & Country, ainsi que des roues de 15 pouces, des pneus 8.45x15 à charge supplémentaire et des enjoliveurs de frein à disque restylés. Cependant, de nombreux Town & Country de ‘67 avaient des roues de 14 pouces et des enjoliveurs Newport car ils avaient des freins à tambour. Ces breaks portaient des pneus de taille 8.85x14.
Pour 1968, toutes les nouvelles voitures américaines étaient équipées de feux de position latéraux avant et arrière. Les pare-chocs, la calandre, le capot, le couvercle de coffre, le carénage arrière et les feux de toutes les Chrysler ont changé de manière significative, bien que la tôle latérale, le hayon du break et les feux arrière soient restés les mêmes. Fonctionnellement, il y a eu peu de changements. Une meilleure respiration des culasses a stimulé la production du moteur V8 2 corps standard de 294 ch (216 kW). Les freins à disque avant sont revenus à la liste des options, tandis que les freins à tambour avant et les pneus de taille 8,85" × 14" étaient de série. À l'intérieur, les sièges avant de série et les sièges 50/50 en option se poursuivent, partageant les modèles de garnitures de siège et de porte avec la série Newport Custom. Le grand changement dans l'apparence du Town & Country est venu sous la forme de panneaux en grain de noyer simulés, remplissant la partie concave des côtés de la carrosserie, entourés d'une moulure en acier inoxydable. La boiseries était standard sur tous les breaks Town & Country, avec une option de suppression offerte
Le bois véritable du Town & Country d'origine était disponible sur les coupés et les cabriolets ainsi que sur les breaks, les panneaux de bois simulés étaient proposés en option sur la Newport toit rigide 2 portes et convertibles pour les années modèle 1968 et 1969.

## 1969-1973
Pour 1969, un nouveau style a apporté un nouveau look spectaculaire à toutes les voitures full-size de la Chrysler Corporation. Appelé «conception de fuselage» il présentait une courbure latérale prononcée, des bas de caisse jusqu'aux rails de toit. Les modèles Plymouth et Dodge, à l'exclusion des breaks, avaient des structures partagées pour l'habitacle et le pavillon sur des empattements de 3 048 mm et 3 099 mm respectivement. De même, les modèles Chrysler et Imperial, à l'exclusion des breaks T&C, partageaient des compartiments passagers et un pavillon légèrement plus longs, roulant respectivement sur des empattements de 3 150 mm et 3 226 mm (l'empattement plus long de l'Imperial était tout dans l'avant). Comme dans la génération précédente, tous les breaks full-size de la Chrysler Corp. partageaient un pavillon commun sur une carrosserie et un châssis unifiés avec barres de torsion avant longitudinales, ressorts à lames arrière et un empattement Dodge de 3 099 mm. Et, comme auparavant, l’empattement plus court du break été compensé par un porte-à-faux arrière supplémentaire. Les breaks Town & Country de 1969 étaient presque identiques aux autres styles de carrosserie Chrysler en longueur globale à un peu moins de 5 715 mm.
À l'époque "fuselage", les Chrysler comportaient toutes un pare-chocs avant chromé avec une grande boucle. Les quadruples phares et la calandre étaient encastrés à l'intérieur de la boucle, avec des inserts de calandre différents pour chaque série. Les clignotants et les feux de stationnement étaient encastrés dans le pare-chocs sous les phares. Les côtés de la carrosserie étaient simples et lisses avec une ligne de caractère subtile provenant du pare-chocs avant, descendant légèrement sur la longueur de la voiture et se terminant au pare-chocs arrière enveloppant. Sur les breaks Town & Country, cette ligne de caractère était également l'emplacement de la moulure inférieure entourant les panneaux latéraux en grain de bois standard, en bois de cerisier simulé pour 1969. Le profil "fuselage" allongeait la longueur qui faisait un effet de «toit long», ce qui donnait un break d'aspect plutôt frappant. Au bord du long toit, les côtés de la carrosserie, les piliers D et un profil aérodynamique unique sur le toit formaient une arche continue au-dessus de l'ouverture du hayon. Le profil aérodynamique dirigeait le flux d'air du toit vers le bas et au-dessus de la fenêtre du hayon, destiné à empêcher la saleté de s'accumuler sur le verre.
La calandre et les enjoliveurs du Town & Country pour cette nouvelle génération proviennent de la New Yorker, tandis que les choix de sièges avant et les garnitures intérieures sont à nouveau tirés de la Newport Custom. Le nouveau tableau de bord comportait une boucle symétrique rembourrée faisant écho au thème du design de l'extrémité avant. Le compteur de vitesse de style éventail inversé de 1967 et 68 a continué, équilibré du côté passager par une grande porte de boîte à gants. Une caractéristique unique de Chrysler était l'éclairage des instruments et des commandes au lieu d'un rétro-éclairage plus typique. L'effet a rencontré des critiques mitigées sur plusieurs années modèle.
Pour 1969, TOUS les véhicules full-size de la Chrysler Corp sont revenus à des roues standards de 15 pouces. Cela pour accueillir la part croissante des voitures équipées de freins à disque avant, qui ont été mis à jour pour une nouvelle conception d'étrier coulissant à piston simple, plus simple et moins coûteuse que le type d'étrier fixe à 4 pistons précédent. Une fois de plus, la documentation commerciale de Chrysler mentionne les freins à disque avant à commande électrique comme équipement standard sur le Town and Country. Mais, encore une fois, certains ont quitté l'usine avec des freins à tambour avant à la place. Quel que soit le type de frein, tous les T&C portaient des pneus de taille standard 8,85 × 15 sur des jantes robustes de 6,5” × 15”. Les choix de groupes motopropulseurs pour le Town & Country sont restés inchangés.
Chrysler a rattrapé certaines caractéristiques spécifiques des breaks en 1969: le hayon est devenu une porte à deux ouvrants, capable de pivoter latéralement ou de tomber vers le bas, une caractéristique que Ford avait lancée en 1965. De plus, la voie de l'essieu arrière a été élargie de près de 76 mm à 1 610 mm, permettant un plancher de chargement complet de 1 232 mm entre les passages de roue, une caractéristique que GM avait mise au point, également en 1965. Chrysler a cherché à dépasser ces concurrents avec quelques caractéristiques propres à son break, y compris des poignées d'assistance au passager, intégré dans la moulure ouvrante arrière, et un lave-glace de hayon, contenu entièrement à l'intérieur du hayon.
Après tant de changements au cours de l'année précédente, il n'est pas surprenant qu'il y ait eu peu de changements pour 1970. La plupart des marques américaines, y compris Chrysler, ont adopté des pneus à courroies diagonales. Ils étaient un hybride, de courte durée, qui combinait des plis diagonale pour une conduite souple avec des courroies de stabilisation pour la bande de roulement, utilisées dans les pneus radiaux de style européen. Un nom de marque bien connu à l'époque était le Polyglas de Goodyear. Toutes les Chrysler de 1970 étaient équipés de pneus à courroies diagonale standard, avec les breaks Town & Country portant la taille J78-15. J identifié la deuxième plus grande taille disponible en capacité de charge, 78 indiqué la hauteur/largeur de la section transversale, ou un rapport d'aspect de 78%, et 15 étant le diamètre nominal de la jante en pouces, comme précédemment.
Un changement de style mineur trouvé uniquement sur le Town & Country pour 1970 et 1971 a été l'ajout d'un pli dans la ligne de caractère latérale en bas de la carrosserie sur la moitié arrière de chaque porte arrière. Simulant une caractéristique de style qui avait été vue sur toutes les Chrysler de 1967-1968 et qui reviendrait en 1974, ce pli était simplement une nouvelle forme pour la garniture latérale en similibois et ne comportait aucune tôle spéciale. Il servait à distinguer les breaks Chrysler des modèles Dodge et Plymouth utilisant la même carrosserie. Les freins à disque avant sont revenus à la liste des options une dernière fois.
La fin des années 1960 s'est avérée être une période difficile pour la Chrysler Corporation, car le resserrement des normes d'émissions et les exigences en matière de sécurité ont réparti les ressources de façon limitée. Par conséquent, le reliftage bisannuel de milieu de cycle initialement prévu pour la nouvelle gamme de grandes voitures de l'année modèle 1971 a été reporté d'un an. Ainsi, toutes les Chrysler de 1971, y compris le Town and Country, semblaient pratiquement inchangés par rapport à l'année précédente. Un changement intérieur dans les voitures de 1971 était le contour du tableau de bord… Son traversin supérieur est devenu un peu plus massif, tandis que le traversin inférieur a été réduit en taille, éliminant le rebord inférieur. et la porte de la boîte à gants a reçu un revêtement de couleur assortie. Les pneus standard pour les breaks ont été agrandis à L84x15, une taille partagée avec l'Imperial et unique à la Chrysler Corp. Le Torsion Quiet Ride, comprenant un ensemble d'isolateurs en caoutchouc réglés pour le sous-châssis de la suspension avant et les supports de ressort à lames arrière, a été ajouté aux breaks. Il avait été introduit en tant que nouvelle fonctionnalité pour tous les autres modèles et styles de carrosserie Chrysler en 1970. Et enfin, pour la troisième fois, les freins à disque avant sont apparus sur la liste des équipements standard du Town and Country… cette fois pour de bon.
D'autres changements invisibles étaient liés aux normes d'émissions fédérales et à l'exigence selon laquelle TOUTES les voitures de 1971 roulent à l'essence ordinaire sans plomb. Les taux de compression sur tous les moteurs ont été réduits à ~ 8,5:1. Pour cette année seulement, les spécifications de puissance et de couple du moteur été annoncées en utilisant à la fois la méthode de notation brute familière (pour la dernière fois) et la méthode de notation nette, qui reste la norme aujourd'hui. (Les valeurs nominales nettes sont plus représentatives de la puissance du moteur tel qu'il est installé, car elles mesurent la puissance lorsque le moteur est entièrement «habillé» avec la plomberie d'admission et d'échappement, le système de refroidissement et les charges accessoires de production en place.) Les cotes révisées pour les moteurs du Town and Country étaient les suivantes : V8 2 corps 383 : 279 ch (205 kW) (193 ch (142 kW) de puissance nette) avec 508 N m (414 N m de couple net); V8 4 corps 383 : 304 ch (224 kW) (243 (179 kW) nette) avec 556 N m (420 N m de couple net); 4 corps 440 : 340 ch (250 kW) (223 ch (164 kW) nette) avec 624 N m (475 N m de couple net). Les systèmes de doubles échappement n'étaient plus utilisés.
Pour 1972, le restylage de milieu de cycle initialement prévu pour l'année précédente fait son apparition. La conception globale des modèles Chrysler est restée très similaire. La plate-forme monocorps et toutes les dimensions clés sont restées inchangées. Le thème "fuselage" a évolué vers un côté de carrosserie encore plus simple, toujours avec une ligne de caractère subtile inclinée vers l'arrière, mais avec une épaule carrée au rebord de la fenêtre. Le pare-chocs avant a conservé sa forme de boucle, ajoutant un diviseur central divisant la calandre en deux. Le pavillon pour tous les modèles 4 portes est resté inchangé, tandis que les lignes de toit des coupé deux portes sont devenues plus formelles et les cabriolets ont été abandonnés. Après de nombreuses années de baisse des ventes, la série 300 a été éliminée, remplacée par une série New Yorker Brougham avec des choix intérieurs plus luxueux et des équipements plus standard, insérer entre l'Imperial et la New Yorker.
Pour 1972, le Town & Country a emprunté la plupart de ses garnitures extérieures à la New Yorker. Les inserts de calandre, moulés sous pression, étaient partagés avec la New Yorker et les ouvertures des roues arrière portaient une fois de plus des jupes d'ailes. Des moulures en métal brillant brossé d'environ 50 mm de large parcouraient la longueur de la voiture, du pare-chocs avant jusqu'à l'arrière et servaient de bordure inférieure pour les panneaux latéraux en grain de bois simulés standard. Les enjoliveurs standard étaient partagés avec la Newport, et étaient identiques aux enjoliveurs de 1969, alors partagés avec la New Yorker. À l'intérieur, les choix de sièges avant et les garnitures de portes ont de nouveau été partagés avec la Newport Custom. Les dossiers des sièges avant standard comportaient un dossier haut avec des appuie-tête intégrés. Et, la porte à deux ouvrant de Chrysler est devenue une porte à trois ouvrant, capable de s'ouvrir comme une porte avec la vitre vers le haut.
Malheureusement, à mesure que le Town & Country (et toutes les autres voitures des années 70) s'alourdissaient, les choix de groupes motopropulseurs disponibles devenaient moins nombreux et plus faibles. Les taux de compression ont encore été réduits à 8,2:1. Une augmentation de l'alésage de 108 mm à 110 mm dans le moteur 383 produisait une nouvelle cylindrée pour le moteur de la série LB. Avec un carburateur à 2 corps, il correspondait aux 193 ch (142 kW) en puissances nettes et au couple net de 420 N m des moteurs 383 de l'année précédente. Le seul moteur optionnel restant était le V8 4 corps 440 produisant 218 ch (160 kW) nette et 468 N m de couple net. Malgré cela, la Town & Country mis à jour avec sa calandre plus imposante et ses jupes d'ailes bien intégrées a établi des records de vente, avec 6 473 breaks six places et 14 116 breaks neuf places produits pour l'année modèle.
1973 était la 5e et dernière année de ce qui était prévu comme un cycle de plate-forme de quatre ans. Un mandat fédéral pour équiper les voitures de 1973 de pare-chocs qui pouvaient absorber des chocs jusqu'à 8 km/h sans dommages fonctionnels était un défi majeur, car les grosses voitures conçues par la Chrysler Corp pour se conformer à cette norme ont été retardées jusqu'à 1974. La solution était de remplacer les pare-chocs avant à boucle, signature de l'ère "fuselage", par une calandre d'aspect générique et des pare-chocs d'apparence conventionnelle portant de grands amortisseurs en caoutchouc noir, à l'avant et à l'arrière. Les absorbeurs ont ajouté plus de 127 mm à la longueur totale de chaque voiture. Outre les pare-chocs de 8 km/h, d'autres changements pour la Town & Country de 1973 étaient peu nombreux: le siège avant 50/50 3 en 1 s'était avéré suffisamment populaire pour devenir un équipement standard, tout comme le couple plus élevé de dans le moteur V8, qui comportait pour la première fois un allumage électronique standard.

## 1974-1977
Pour l'année modèle 1974, la Chrysler Corporation a présentée sa nouvelle gamme de voitures full-size initialement prévue un an plus tôt. Le moment n'aurait pas pu être pire… L'embargo sur le pétrole arabe de la fin de 1973 obligeait les Américains, d'un océan à l'autre, à faire la queue pour l'essence, parfois pendant des heures. Les grosses voitures sont rapidement devenues un encombrement sur le marché, malgré le fait que les nouveaux modèles de Chrysler étaient parmi les meilleures grosses voitures produites par Chrysler depuis des années. Le nouveau style s’éloignait clairement de la génération "fuselage" et semblait partager les proportions et les éléments de conception de la nouvelle conception des grandes voitures de GM de 1971. Les côtés de la carrosserie avaient une chute de ligne plus prononcée. Les piliers A étaient minces et les lignes de ceinture de caisse étaient nettement plus basses, ce qui donnait une surface de verre beaucoup plus importante. Les pare-chocs absorbant l'énergie été bien intégrés dans les conceptions, à l'avant et à l'arrière.
Pour cette génération, les Plymouth et Dodge de grande taille, à l'exclusion des breaks, partageaient plus que de simples coques de carrosserie. Elles partageaient également un empattement commun de 3 099 mm, des tableaux de bord et la plupart des pièces extérieures de la carrosserie. De même, les modèles Chrysler et Imperial partageaient des coques de carrosserie légèrement plus longues sur un empattement commun de 3 150 mm, plus des tableaux de bord et des estampages de carrosserie extérieurs. Et, encore une fois, les breaks de la Chrysler Corporation partageraient un pavillon commun entre les divisions… bien que cette fois, tous les breaks rouleraient sur le plus long empattement Chrysler de 3 150 mm. Tout est resté assez grand pour avaler l'omniprésente feuille de contreplaqué plate de 4x8 sur le plancher avec la porte à trois ouvrant fermé… aucune preuve de tentative de suivre la fermeture arrière à clapet de GM, heureusement. Le toit était légèrement surélevé à l'arrière du montant C, et au bord, un profil aérodynamique couleur carrosserie est resté une caractéristique standard, bien qu'il ne soit plus intégré dans la structure de la carrosserie. Les ouvertures de roue arrière entièrement jupées et les applications en similibois simulées des panneaux latéraux et des panneaux de porte sont restées de série sur tous les breaks Town & Country.
Une amélioration significative de la sécurité était obtenue avec le déplacement du réservoir de carburant du quartier arrière gauche, où il résidait depuis les années 1950, au plancher juste derrière l'essieu arrière. L'espace de rangement sous le plancher a été réduit sur les breaks à 3 rangées, mais les modifications apportées au mécanisme de pliage de la 3e rangée ont minimisé tout compromis dans l'utilité des sièges. L'espace libéré dans le panneau arrière gauche est devenu un compartiment de rangement verrouillable.
Bien que la taille globale des Chrysler de 1974 soit à peine plus grande que la génération "fuselage" qui l'a précédée, le poids a continué de grimper vers le haut. Des contrôles d'émissions et des dispositifs de sécurité supplémentaires ainsi que des listes d'équipement standard en augmentation ont eu le même effet sur chaque constructeur automobile. Le T&C à 3 rangées a fait pencher la balance à un peu moins de 2 200 kg, environ 130 kg de plus que le T&C de la génération "fuselage" de 1972. Avec la climatisation et un complément d'assistance électrique, un T&C de 74 typique pesait environ 2 360 kg. Les pneus standard étaient de taille L78x15 ceinturés sur des jantes de taille 6,5x15 pouces. Les pneus radiaux avec courroie en acier étaient facultatifs.
Pour 1975, les changements été peu nombreux, et la plupart été partagés dans l'ensemble de l'industrie américaine, y compris Chrysler. Ces pneus à plis radiaux et à faible résistance au roulement sont devenus un équipement standard, de taille LR78x15 pour le Town & Country. Chaque Chrysler était équipée pour la première fois d'un système d'échappement avec catalyseur, ne nécessitant pas d'essence au plomb pour fonctionner correctement. Le moteur V8 2 corps 400 est revenu en tant qu'alternative d'économie de carburant au moteur 440 toujours standard. Et, comme une amélioration mineure d'apparence pour tous les modèles Chrysler: les tableaux de bord inférieurs, les colonnes de direction et les volants été coordonnés en couleur… Ils étaient noirs.
1975 a été une année de consolidation de la gamme des produits pour Chrysler. Après 19 ans de commercialisation d'Imperial en tant que marque distincte, Chrysler a concédé, à contrecœur, à ce que les statisticiens des ventes leur disaient depuis des années… Une paire de Chrysler très garnis ne pouvait pas efficacement concurrencer Cadillac, Lincoln ou les marques haut de gamme européennes captant l'attention des acheteurs américains de voitures de luxe. Chrysler a débranché la marque Imperial et refondu la plupart des garnitures uniques de l'Imperial ... la calandre de style cascade, les phares dissimulés, les ailes arrière allongées, les feux arrière verticaux et les coussins lâches... sur la New Yorker Brougham de 1976. De même, ce qui été la garniture intérieure et extérieure de la New Yorker est devenue la Newport Custom de 1976. Le Town & Country, inchangés à l'intérieur comme à l'extérieur, se sont poursuivis. Il est resté aussi grand, élégant et bien équipé que jamais, mais l'intérêt du marché pour les voitures de luxe géantes déclinait.
1977 serait la dernière année du Chrysler Town & Country en tant que break premium américain traditionnel. GM et Ford réduiraient et continueraient de gros breaks traditionnels, jusque dans les années 1980 pour Ford et jusque dans les années 1990 pour GM. Mais chez Chrysler, le surnom Town & Country bien-aimé jouerait de nouveaux rôles dans de nouveaux segments de marché.

## 1978-1981
De 1978 à 1981, l'insigne Town & Country désignait le modèle break garni de bois simulé de la série Chrysler LeBaron de taille moyenne, construit sur la plate-forme Chrysler M, qui comprenait les Plymouth Gran Fury, Dodge Diplomat et Chrysler LeBaron. Bien que garnis plus élégamment à l'intérieur et à l'extérieur, il n'y avait pas beaucoup de différences substantielles dans le châssis et le groupe motopropulseur entre la gamme intermédiaire réduite de Chrysler et les modèles compacts à traction arrière, les Dodge Aspen/Plymouth Volare introduites en 1976. Les empattements, la largeur de la bande de roulement et les dimensions intérieures étaient identiques, ne laissant que les porte-à-faux avant/arrière et la longueur totale pour différencier les voitures moyennes des compactes.

## 1982-1988
Pour les années modèles 1982 à 1988, le nom Town & Country été présenté comme version familiale sur base de la LeBaron K-body à traction avant, avec garniture extérieure en similibois simulé. Une version cabriolet, en production limitée, a été fabriquée pour les années modèles 1983 à 1986 et comportait également des panneaux de similibois simulés et devait refléter l'aspect classique des cabriolets originaux des années 40 et du début des années 50. Les cabriolets sont livrés en standard avec des intérieurs en cuir Mark Cross.
Les modèles à plate-forme K-body de Chrysler, y compris les LeBaron Town & Country, ont finalement été supprimés à la fin des années 1980. Le nom Town & Country était brièvement absent depuis le début de l'année modèle 1989, mais est revenu pour 1990 sur un monospace de luxe le Chrysler Town & Country. Comme la plupart des modèles Town & Country du passé, le nouveau monospace comportait également des garnitures extérieures en similibois.

## 1990-2016
Initialement prévu pour l'année modèle 1989, le Chrysler Town & Country est revenu au printemps 1989 comme introduction du début de l'année modèle 1990, seulement cette fois-ci, il fait partie de la nouvelle gamme de monospaces de luxe du groupe Chrysler, qui était basé sur des monospaces cousins, les Dodge Grand Caravan et Plymouth Grand Voyager, dont les deux ont été ajoutés à la gamme de monospaces du groupe Chrysler au début de l'année modèle 1987 en tant que versions à empattement long/allongé des cousins Dodge Caravan et Plymouth Voyager à empattement standard/longueur standard, qui ont été introduits pour la première fois dans la gamme au début de l'année modèle 1984. Après son retour au début de la programmation de l'année modèle 1990, le monospace Chrysler Town & Country a été repensé pour chacune des gammes en 1991, 1996, 2001 et 2008, chaque génération suivante ajoutant de nouvelle technologie et de nombreuses premières dans l'industrie.

## Liens
- The original Town & Country Woodie
- Chrysler LeBaron and Town & Country
- 1969 - 1973 Chrysler Town & Country Station Wagons at Fuselage.de site